# Chevak
Chevak est une localité d'Alaska aux États-Unis dans la Région de recensement de Kusilvak. En 2010, il y avait 938 habitants.

## Situation - climat
Elle est située sur la rive nord de la rivière Niglikfak, à 27 km à l'est de Hooper Bay, dans le delta du Yukon-Kuskokwim.
La moyenne des températures est de 26 °C en juillet et de −32 °C en janvier.

## Histoire
Les Eskimos occupaient la région depuis des milliers d'années. La localité s'appelle aussi New Chevak, parce que les habitants vivaient dans un autre village, du nom de Chevak, avant 1950. Ils l'ont quitté après avoir subi de nombreuses inondations. Le lieu actuel a été référencé en 1948 et la poste a ouvert en 1951.

## Économie
L'emploi y est saisonnier, avec un pic en été. Par ailleurs, les habitants pratiquent une économie de subsistance à base de chasse, de pêche et d'artisanat.

## Démographie
| 1950 | 1960 | 1970 | 1980 | 1990 | 2000 | 2010 | - |
| ---- | ---- | ---- | ---- | ---- | ---- | ---- | - |
| 230  | 315  | 387  | 466  | 598  | 765  | 938  | - |

## Sources et références
- (en) CIS

- (en) Cet article est partiellement ou en totalité issu de l’article de Wikipédia en anglais intitulé « Chevak, Alaska » (voir la liste des auteurs).

1. ↑  « Statistiques des États-Unis - Alaska - Profils des communautés de 2010 » (consulté en novembre 2020)